# Ramphotyphlops conradi
Ramphotyphlops conradi — вид змій родини сліпунів (Typhlopidae). Ендемік Індонезії.

## Поширення і екологія
Ramphotyphlops conradi відомі за типовим зразком, зібраним у 1870-х роках в околицях Манадо на півночі острова Сулавесі. Вони живуть у вологих тропічних лісах.